# 姚美良
姚美良（1955年6月—1999年），男，广东大埔人，生于马来西亚，中国企业家，曾任第八、九届全国政协委员。